# Били Кинг
Пуниша Зељковић, познатији као Били Кинг (изв. Billy King; Зрењанин, 1966) српски је рок и поп певач, бивши члан групе Неверне бебе.

## Дискографија

### Албуми
- Женохолик (1998)
- За сва времена (2002)[2]